# Raasdorf
Raasdorf osztrák község Alsó-Ausztria Gänserndorfi járásában. 2020 januárjában 640 lakosa volt. 

## Elhelyezkedése

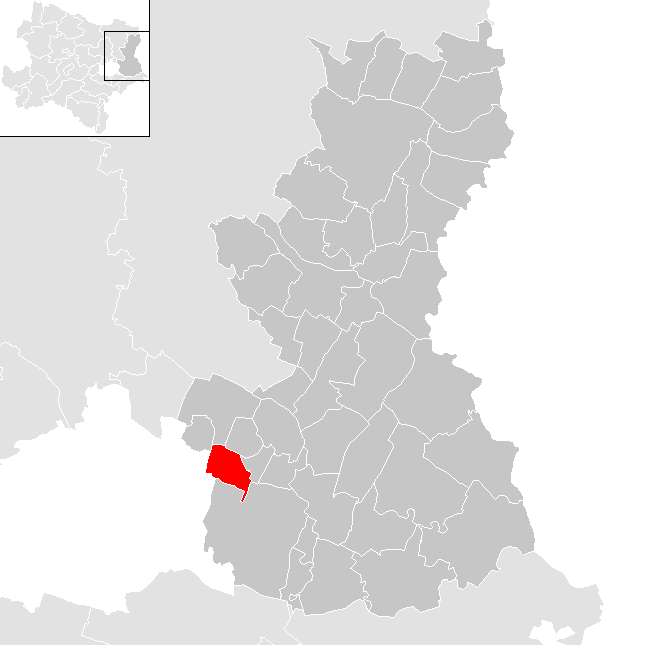
Raasdorf a Gänserndorfi járásban

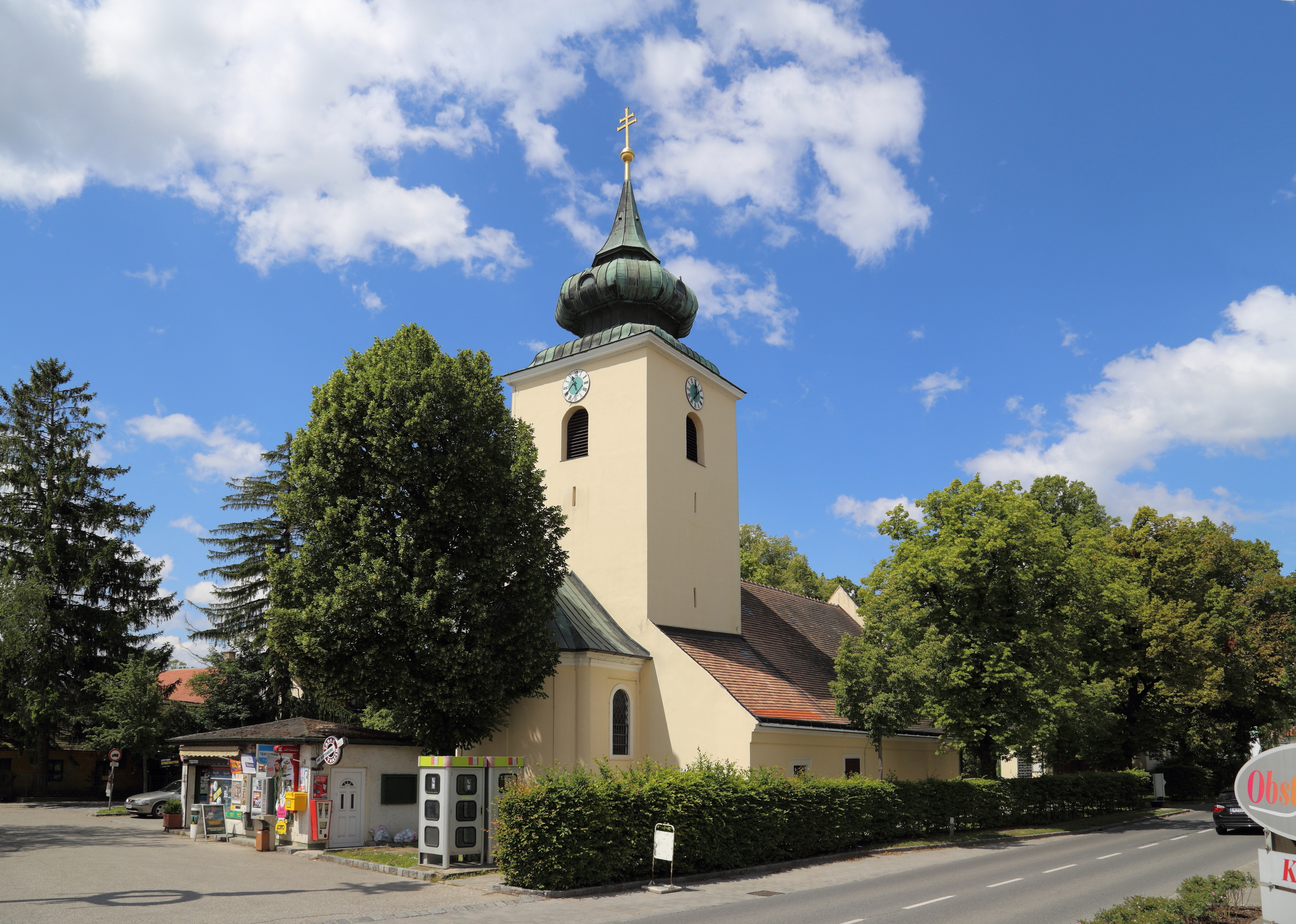
A Szt. Magdolna-plébániatemplom

Raasdorf a tartomány Weinviertel régiójában fekszik a Morva-mező nyugati részén, Bécstől közvetlenül keletre. Területének 0,8%-a erdő, 90,1% áll mezőgazdasági művelés alatt. Az önkormányzat két települést egyesít: Pysdorf (15 lakos 2020-ban) és Raasdorf (625 lakos).
A környező önkormányzatok: nyugatra Bécs 22. kerülete (Donaustadt), északnyugatra Aderklaa, északra Deutsch-Wagram, északkeletre Parbasdorf, keletre Großhofen, délre Groß-Enzersdorf. 

## Története
Raasdorfot 1160-ban említik először. Csak 1749-ben vált önálló egyházközséggé. 1809-ben itt volt az egyik színhelye a franciák és osztrákok által vívott wagrami csatának. 
Az Anschluss utáni közigazgatási reform során létrehozták Nagy-Bécset, Raasdorfot pedig integrálták a város 22. kerületébe. A második világháború után visszanyerte önállóságát. A község 1957-ig a Bécskörnyéki járáshoz tartozott, azóta a Gänserndorfi járás része.

## Lakosság
A raasdorfi önkormányzat területén 2020 januárjában 640 fő élt. A lakosságszám 1981-től 2011-ig gyarapodó tendenciát mutatott, de azóta a növekedés megtört. 2018-ban az ittlakók 78,4%-a volt osztrák állampolgár; a külföldiek közül 0,8% a régi (2004 előtti), 17,2% az új EU-tagállamokból érkezett. 1,9% a volt Jugoszlávia (Szlovénia és Horvátország nélkül) vagy Törökország, 1,9% egyéb országok polgára volt. 2001-ben a lakosok 84,9%-a római katolikusnak, 3,8% evangélikusnak, 2% ortodoxnak, 1,1% mohamedánnak, 5,4% pedig felekezeten kívülinek vallotta magát. Ugyanekkor 3 magyar élt a községben; a legnagyobb nemzetiségi csoportokat a német (62,2%) mellett a horvátok (13,9%), a szlovének (6%) és a szerbek (3%) alkották. 
A népesség változása:

| 2016 | 638 |
| 2018 | 645 |

## Látnivalók
- a Szt. Magdolna-plébániatemplom

## Fordítás
- Ez a szócikk részben vagy egészben  a   Raasdorf című német Wikipédia-szócikk ezen változatának fordításán alapul.  Az eredeti cikk szerkesztőit annak laptörténete sorolja fel. Ez a jelzés csupán a megfogalmazás eredetét és a szerzői jogokat jelzi, nem szolgál a cikkben szereplő információk forrásmegjelöléseként.